# Wappen von Saskatchewan
Das Wappen von Saskatchewan wurde der kanadischen Provinz Saskatchewan am 25. August 1906 durch König Eduard VII. verliehen (nur Wappenschild). Königin Elisabeth II. verlieh die übrigen Elemente am 16. September 1986 mit einer formellen Proklamation.
Im goldenen Schildhaupt des Wappenschilds befindet sich ein roter Leopard. Es handelt sich um ein königliches Symbol Englands, allerdings sind die Farben vertauscht. Darunter sind auf grünem Grund drei goldene Garben zu sehen, welche die Landwirtschaft der Provinz symbolisieren.
Der goldene Helm über dem Wappenschild ist ein Symbol der Souveränität Saskatchewans innerhalb der Kanadischen Konföderation. Helmdecke und Helmwulst sind beide in rot und weiß, den nationalen Farben Kanadas. Helmkleinod ist ein Biber, der in der rechten Pfote eine rote Lilie (Lilium philadelphicum) hält, die offizielle Blume der Provinz. Auf seinem Rücken trägt er die Edwardskrone.
Schildhalter sind rechts ein aufgerichteter goldener Löwe und gegenüber ein Weißwedelhirsch. Beide tragen um ihren Hals ein indianisches Weidengeflecht, woran die Orden der Provinz Saskatchewan befestigt sind. Der Orden des Löwen ist mit einem Ahornblatt verziert, jener des Hirsches mit einer roten Lilie. Die Schildhalter stehen auf einem Postament aus roten Lilien.
Der Wahlspruch lautet Multis e gentibus vires („Stärke aus vielen Völkern“), stammt ursprünglich vom römischen Dichter Catull und repräsentiert die aus europäischen Einwanderern, First Nations und Métis zusammengesetzte multikulturelle Gesellschaft.